# Шауэр, Иоганнес Конрад
Иоганнес Конрад Шауэр (нем. Johannes Conrad Schauer, 16 февраля 1813 — 24 октября 1848) — немецкий ботаник, профессор ботаники.

## Имя
Встречаются разные формы записи имени Иоганнеса Конрада:
- нем. Johann Conrad Schauer[3],
- нем. Johann Konrad Schauer[3][5],
- нем. Johannes Konrad Schauer[3],
- лат. Joannes Conradus Schauer[3],
- лат. Johannes Conradus Schauer[3].

## Биография
Иоганнес Конрад Шауэр родился во Франкфурте-на-Майне 16 февраля 1813 года.
Шауэр был профессором ботаники в Грайфсвальдском университете. Он внёс значительный вклад в ботанику, описав множество видов семенных растений. Среди его опубликованных работ приведены описания растений семейства Миртовые Западной Австралии.
Иоганнес Конрад Шауэр умер в коммуне Эльдена 24 октября 1848 года.

## Научная деятельность
Иоганнес Конрад Шауэр специализировался на семенных растениях.